# Norman Bücher
Norman Bücher (* 2. Januar 1978 in Karlsruhe) ist ein Ultramarathonläufer und Autor.

## Leben
Bücher begann mit 22 Jahren mit dem Laufsport. Ein Jahr später lief er die 100 Kilometer von Biel in 17:51:21 Std. und belegte Platz 1120 der Gesamtwertung. Seitdem nahm er nach eigenen Angaben an mehr als 100 Marathon- und Ultramarathonläufen teil. Seit 2010 organisiert er selbst Laufabenteuer wie z. B. den „Run to the Rock“, bei dem er zwei Wochen lang jeden Tag zwei Marathons laufen musste. Über seine extremen Abenteuer schrieb er mehrere Bücher, darunter ein Hörbuch, und verfasste eine App. Er schreibt für verschiedene Sportzeitungen und hält Vorträge. Zurzeit ist er wohnhaft in Waldbronn.

## Sportliche Erfolge (Auswahl)
- 2006: Lapland Ultra – 100 km durch Nordschweden
- 2007: IsarRun – 333 km von der Mündung bis zur Quelle der Isar
- 2007, 2008, 2009: Ultra-Trail du Mont-Blanc – 166 km und 9.400 Höhenmeter um das Mont-Blanc-Massiv
- 2008: Sächsischer Mt. Everest Treppenmarathon 84,4 km Lauf, Platz 10 in 21:14:25 Std.[3]
- 2008: Grand Raid de la Réunion – 150 km, 9.500 Höhenmeter über die Insel La Réunion
- 2009: Grand Union Canal Race – 145 Meilen nonstop von Birmingham nach London
- 2009: Himalaya 100 Mile Stage Race – 100 Meilen, 7.000 Höhenmeter, 5 Etappen
- 2010: Atacama Challenge – 600 km, 6.000 Höhenmeter, 14 Etappen
- 2011: Al Andalus Ultra-Trail – 220 km, 5 Etappen
- 2012: Baden-Marathon in Karlsruhe, Platz 1052 in 4:31:38 Std.[4][5]

- 2012: Run to the Rock – 1.120 km in 15 Tagen durch das australische Outback[6]
- 2013: BraveheartBattle Run[7]

## Monographien
- Extrem. Die Macht des Willens, Goldegg Verlag, Wien 2011, ISBN 978-3-90272918-7.
- Extreme Abenteuer. Über Grenzen laufen, Goldegg Verlag, Wien 2013, ISBN 978-3-90290307-5.
- Abenteuer Motivation. Impulse eines Extremläufers, Goldegg Verlag, Wien 2014, ISBN 978-3-90299115-7.

## Hörbücher
- Break your Limits. Grenzerfahrungen aus dem Extremsport erfolgreich nutzen, Gabal Verlag, Offenbach 2012, ISBN 978-3-86936-457-5.